# 1854 na música

## Nascimentos
| Data          | Nome              | Profissão            | Nacionalidade   | Observações | Ref |
| ------------- | ----------------- | -------------------- | --------------- | ----------- | --- |
| 3 de Julho    | Leoš Janáček      | compositor           | Tchecoslováquia | m. 1928     |     |
| 6 de Novembro | John Philip Sousa | compositor e maestro | Estados Unidos  | m. 1932     |     |

## Mortes
| Data | Nome | Profissão | Nacionalidade | Observações | Ref |
| ---- | ---- | --------- | ------------- | ----------- | --- |